# スリランカの世界遺産

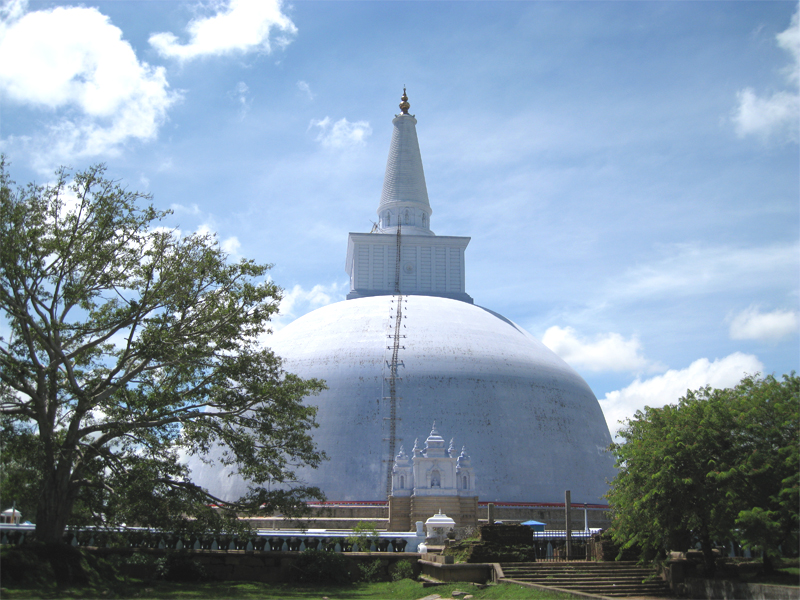
ルワンワリサーヤ仏塔（アヌラーダプラ）

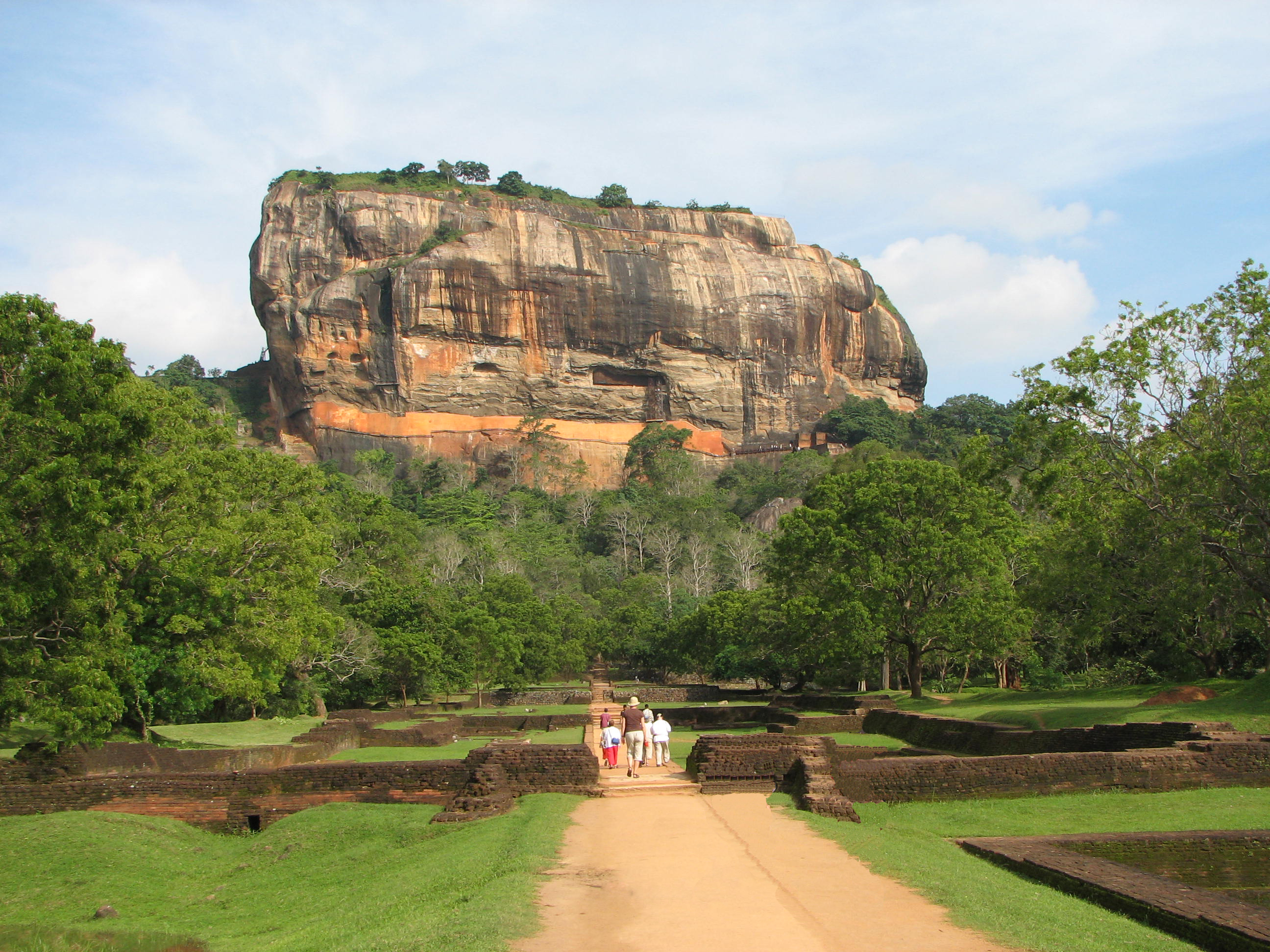
シーギリヤロック

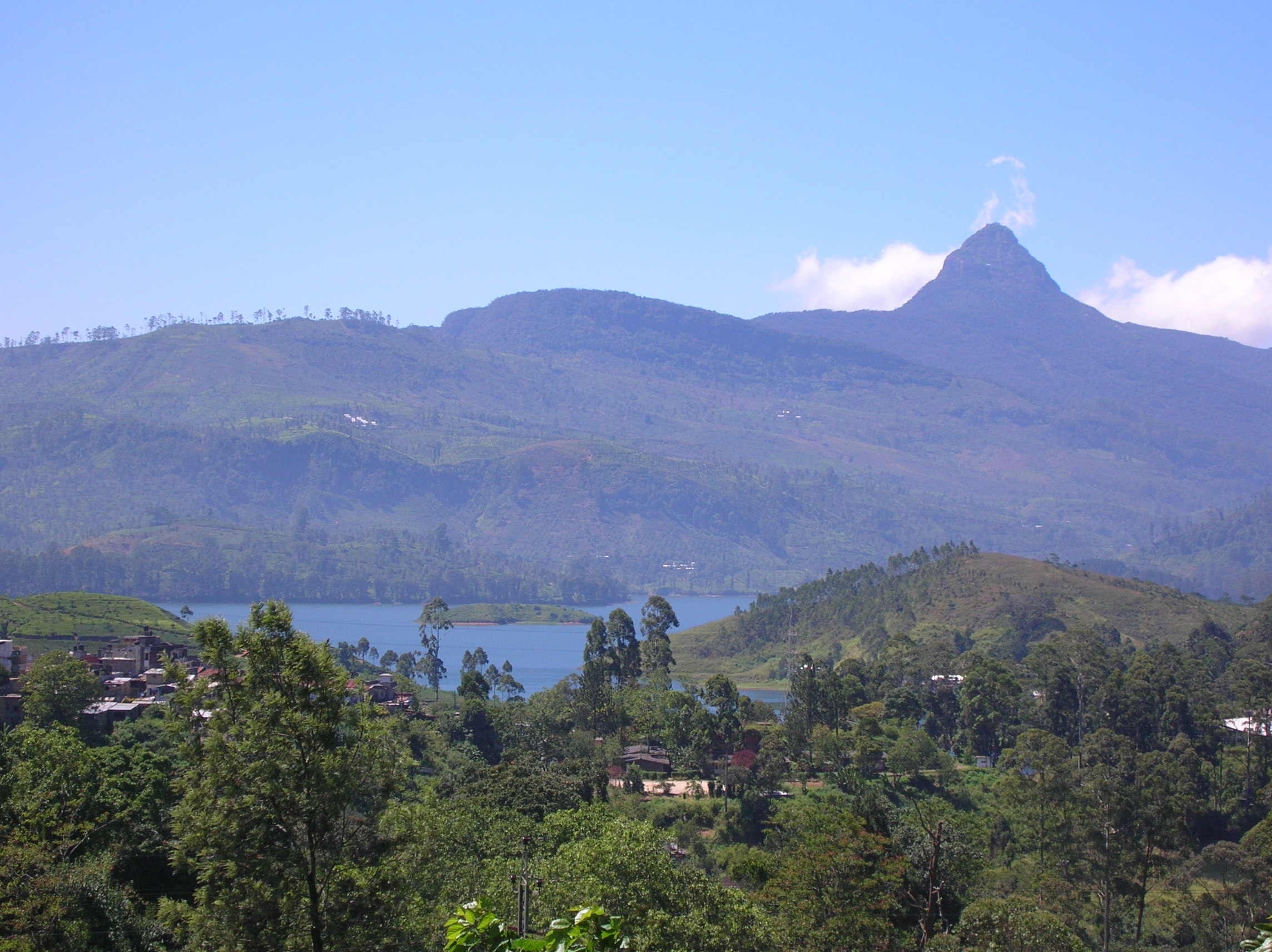
ピーク・ウィルダーネス保護区（中央高地）

スリランカの世界遺産（スリランカのせかいいさん）はユネスコの世界遺産に登録されているスリランカ国内の文化・自然遺産の一覧。

## 文化遺産
- 聖地アヌラーダプラ - （1982年）
- 古都ポロンナルワ - （1982年）
- 古都シーギリヤ - （1982年）
- 聖地キャンディ - （1988年）
- ゴールの旧市街と要塞 - （1988年）
- ランギリ・ダンブッラの石窟寺院 - （1991年、2019年改名）

## 自然遺産
- シンハラジャ森林保護区 - （1988年）
- スリランカの中央高地 - （2010年）